# Pediana horni
Pediana horni is een spinnensoort in de taxonomische indeling van de jachtkrabspinnen (Sparassidae).
Het dier behoort tot het geslacht Pediana. De wetenschappelijke naam van de soort werd voor het eerst geldig gepubliceerd in 1896 door Henry Roughton Hogg.